# 陳熊
陳 熊（ちん ゆう、生年不詳 - 1511年）は、明代の功臣の子孫。本貫は廬州府合肥県。

## 生涯
陳鋭の子として生まれた。1503年（弘治16年）10月、平江伯の爵位を嗣いだ。1508年（正徳3年）5月、運河の水運を監督するため出向した。劉瑾が金銭を求めたが、陳熊は応じなかったので、その恨みを買った。1509年（正徳4年）12月、事件に連座して、逮捕されて獄に下され、一兵士として海南衛に流され、誥券を剥奪された。陳熊はもともと収賄にいそしんでおり、淮南にあって民衆を傷つけていたため、劉瑾に陥れられたにもかかわらず、同情する者もいなかった。1510年（正徳5年）、劉瑾が処刑されると、陳熊は赦令を受けて平江伯の爵位を回復した。1511年（正徳6年）12月、死去した。
子はなく、再従子の陳圭が後を嗣いだ。